# Salles-Courbatiès
 Salles-Courbatiès  là một xã ở tỉnh Aveyron, thuộc vùng Occitanie ở miền nam nước Pháp.